# Usamedin Mehmed
Usamedin Mehmed (* 7. August 1960 in Skopje, Mazedonien, Jugoslawien) ist ein mazedonischer Basketballtrainer.

## Karriere
Er begann seine Karriere bei KK Sloga Skopje als Jugendtrainer. Im Jahr 1983 wurde er Co-Trainer bei den Damen und 1985 Headcoach. 
1991 zog er nach Frankfurt in Deutschland und wurde dort Jugendtrainer und Headcoach bei den Damen vom Eintracht Frankfurt in der 2. Bundesliga. Von 1993 bis 1996 war er Trainer des MTV Gießen. Ab der Saison 1997/98 bis zum Rückzug der Mannschaft nach dem zweiten Spieltag der Saison 1998/99 war er in der 2. Bundesliga Trainer der Herren des BG Koblenz. 1999 wechselte er zum SV Oberelchingen und war dort bis 2001 Headcoach. Ab Januar 2003 war er Jugendtrainer beim SSV Ulm 1846. Im August 2003 wurde er Headcoach bei den Damen des DJK SB Ulm. Er stieg mit den Damen von der Oberliga bis in die 2. Basketballbundesliga auf. 
2006 wechselte er in die 1. Liga zu den Eisvögeln Freiburg und erreichte auf Anhieb das Halbfinale der Deutschen Meisterschaft. Aus familiären Gründen kehrte Usamedin wieder nach Schwaben zurück und wurde von 2007 bis 2010 wieder Trainer bei den Damen vom DJK Ulm. Er war von August 2010 bis Mai 2013 Co-Trainer bei den LTi Gießen 46ers in der Basketball-Bundesliga. Gegen die von den Gießenern vorgenommene Kündigung des Vertrag nach dem Bundesliga-Abstieg 2013 zog Mehmed vor Gericht, das Arbeitsgericht Gießen urteilte allerdings, die Kündigung sei rechtens gewesen. Später wurde Mehmed als Trainer bei der TSG 1905 Steinbach tätig. Bei dem Verein übernahm er auch den Vorsitz der Basketballabteilung.